# Jian (namn)
Jian är ett könsneutralt förnamn. 94 män har namnet i Sverige och 80 kvinnor. Flest bär namnet i Stockholm, där 41 män och 16 kvinnor har namnet.